# Czirják Károly
Czirják Károly (Maroshévíz, 1964. január 12. –) helytörténész, képeslapgyűjtő.

## Élete
A Hargita Népe és az Új Kelet megyei lapok tudósítója, több ezer sport, történelmi és egyéb újságcikket jelentetett meg Maroshévízről és környékéről. Számos régi képeslap kiállítása volt Borszéken, Csíkszeredában, Sepsiszentgyörgyön, Budapesten, Marosvásárhelyen és Maroshévízen. A dr. Urmánczy Nándor Egyesület alapítója és elnöke. Különböző témájú előadások megtartására is felkérték, így Budapesten, Gyergyószentmiklóson, Kolozsváron, Gelencén, Sepsiszentgyörgyön, Marosvásárhelyen és más településeken tartott előadásokat.

## Elismerései
- 2017-ben, tevékenységéért, Csepel (XXI. kerület) önkormányzata díszpolgári címmel tüntette ki.
- 2020. március 15-én, pedig a Magyar Ezüst Érdemkereszt kitüntetést a köztársasági elnök adományaként vehette át.
- 2022 októberében, a Budapest, XXII. kerületi Magyar Politikai Foglyok Szövetségének részéről Péter Árpád elnök úr egy emlékérmet és emléklapot adományozott Czirják Károlynak az 56-os forradalom emlékéért tett munkásságáért.

## Könyvei
- Borszék és Maroshévíz korabeli képeslapok tükrében (2002), Demaco nyomda Székelyudvarhely
- A maroshévízi református egyház rövid története (2003), Státus Kiadó Csíkszereda
- A maroshévízi római katolikus egyházközség története, (2003), Státus Kiadó Csíkszereda
- A maroshévízi római katolikus egyház története (kibővített kiadás)(2006), Státus Kiadó Csíkszereda
- Dr. Urmánczy Nándor élete és munkássága (2006), Csíkszereda
- Pick József (társszerző): Erdélyi kisvasutak a Monarchiában (2006), Dorog.
- Maroshévíz jeles szülöttjei (2007). Státus Kiadó Csíkszereda
- Dr. Urmánczy Nándor élete és munkássága (2008), Státus Kiadó Csíkszereda. II. kiadás
- A Czirjákok a történelem forgatagában (2009), Státus Kiadó Csíkszereda
- Taplóczától Maroshévízig, avagy Maroshévíz monográfiája; Státus Kiadó Csíkszereda, 2010
- A maroshévízi Urmánczy család története; Czirják Károly, Silk Design nyomda, 2012
- Maroshévíz a képeslapok tükrében (1897-1945), 2014, Silk Design nyomda
- Maroshévíz a fényképek árnyékában, 2016, Silk Design nyomda
- Taplóczától Maroshévízig, avagy Maroshévíz monográfiája (kibővített kiadás) Silk Design nyomda, 2016
- Dr. Urmánczy Nándor élete és munkássága, Státus Kiadó, Csíkszereda, 2018.(kibővített kiadás)
- Maroshévíz. Tanuljunk a múltból, hogy jövőt építhessünk. F&F International Kiadó, Gyergyószentmiklós, 2021.